# Валькенрид
Валькенрид (нем. Walkenried) — община в Германии, в земле Нижняя Саксония.
Входит в состав района Остероде. Подчиняется управлению Валькенрид. Население составляет 2265 человек (на 31 декабря 2010 года). Занимает площадь 12,23 км².
| Год  | Население |
| ---- | --------- |
| 1990 | 2457      |
| 1995 | 2599      |
| 2000 | 2618      |
| 2005 | 2466      |
| 2010 | 2284      |